# Georges Bizimana
Georges Bizimana (* 12. März 1965 in Buraniro, Provinz Ngozi, Burundi) ist ein burundischer Geistlicher und römisch-katholischer Bischof von Ngozi.

## Leben
Georges Bizimana empfing am 20. August 1994 das Sakrament der Priesterweihe für das Bistum Ngozi.
Am 7. Dezember 2013 ernannte ihn Papst Franziskus zum Koadjutorbischof von Bubanza. Der Bischof von Ngozi, Gervais Banshimiyubusa, spendete ihm am 1. März 2014 die Bischofsweihe; Mitkonsekratoren waren der Erzbischof von Bujumbura, Evariste Ngoyagoye, und der Erzbischof von Gitega, Simon Ntamwana.
Am 17. Dezember 2019 ernannte ihn Papst Franziskus zum Bischof von Ngozi. Die Amtseinführung erfolgte am 25. Januar 2020.
Nach dem Rücktritt von Jean Ntagwarara verwaltete er zusätzlich das Bistum Bubanza vom 1. April 2023 bis zum 5. April 2025 als Apostolischen Administrator.